# Пауль Ашер
Пауль Ашер (нім. Paul Ascher; 18 грудня 1899, маєток Штуттгартен, Бранденбург — 27 травня 1941, Атлантичний океан) — німецький офіцер, капітан-цур-зее крігсмаріне.

## Біографія
Наполовину єврей: двоє з його дідусів і бабусь були євреями. Син землевласника Пауля Ашера, мав трьох сестер (дві померли немовлятами). Після смерті матері сім'я переїхала в Берлін, після смерті батька — в Кіль, де Пауль разом із сестрою жив в свого дядька Карла Ашера, відставного офіцера кайзерліхмаріне.
Після закінчення середньої школи в липні 1917 року вступив в кайзерліхмаріне, пройшов підготовку на навчальному кораблі «Фрея». Учасник Першої світової війни, курсант на лінкорі «Імператриця». Після демобілізації армії залишений в рейхсмаріне, служив в Східній Пруссії. В 1930/32 роках командував торпедним катером «Сокіл». 
З березня 1938 року — 1-й артилерійський офіцер на важкому крейсері «Адмірал граф Шпее». Після загибелі крейсера 17 грудня 1939 року був інтернований аргентинською владою. Під час похорону командира корабля Ганса Лангсдорфа ніс його нагороди. Зрештою Ашер втік в Іспанію, звідки навесні 1940 року прибув в Берлін, повернувся на службу і був призначений в 1-м офіцером Адмірал-штабу в штабі командувача флотом адмірала Вільгельма Маршалла. На важкому крейсері «Гнайзенау» брав участь в операції «Везерюбунг» та інших операціях в Північній Атлантиці. На борту лінкора «Бісмарк» брав участь в операції «Райнюбунг». Загинув разом з всім штабом флоту під час потоплення лінкора.

## Сім'я
26 вересня 1926 року одружився з дочкою східнопрусського землевласника Урсулою. В грудні 1929 року в пари народився син Герт, 9 липня 1941 року — дочка Моніка.

## Нагороди
- Залізний хрест 2-го класу
- Почесний хрест ветерана війни з мечами
- Медаль «За вислугу років у Вермахті» 4-го, 3-го і 2-го класу (18 років)
- Застібка до Залізного хреста 2-го класу
- Залізний хрест 1-го класу